# Чемпіонат світу з кросу 2026
Чемпіонат світу з кросу 2026 буде проведений 10 січня в американському Таллахассі.
США отримали право на проведення світової кросової першості у липні 2022.
Програма змагань була затверджена у березні 2025.

## Медальний залік
| Місце               | Країна              | Золото | Срібло | Бронза | Загалом |
| ------------------- | ------------------- | ------ | ------ | ------ | ------- |
| Загалом (0 збірних) | Загалом (0 збірних) | 0      | 0      | 0      | 0       |